# Antoni Trzaskowski
Antoni Feliks Trzaskowski (ur. 6 kwietnia 1941 w Karczewie, zm. 26 marca 2025) – polski piłkarz, który występował jako obrońca. W 1971 roku jednokrotny reprezentant Polski. Wieloletni zawodnik Legii Warszawa. 

## Kariera sportowa
Przez długi czas związany z Legią Warszawa, w barwach której grał w latach 1961–73, rozgrywając 218 meczów ligowych (ogółem 295), zdobywając 3 gole. W reprezentacji Polski zaliczył 1 występ.
Od 13 listopada 1966 do 19 listopada 1972 rozegrał 159 pełnych występów, tj. zagrał we wszystkich kolejnych meczach Legii w tym okresie.
26 maja 2007 został włączony do Galerii Sław Legii.
Został pochowany cmentarzu parafii św. Wita w Karczewie. 

## Reprezentacja Polski
| l.p. | Data        | Miejsce | Przeciwnik | Rezultat | Rozgrywki  | Grał | Uwagi |
| ---- | ----------- | ------- | ---------- | -------- | ---------- | ---- | ----- |
| 1.   | 5 maja 1971 | Lozanna | Szwajcaria | 4-2      | towarzyski | 45'  |       |